# Luxemburg op de Olympische Winterspelen 2014
Luxemburg was een van de landen die deelnam aan de Olympische Winterspelen 2014 in Sotsji, Rusland.

## Deelnemers en resultaten
(m) = mannen, (v) = vrouwen 

### Langlaufen
| Olympiër    | Onderdeel  | Resultaat | Prestatie        |
| ----------- | ---------- | --------- | ---------------- |
| Kari Peters | sprint (m) | 79e       | 4.13,08 (+44,73) |